# José Cajiga
José Cajiga – piłkarz urugwajski, pomocnik.
Jako piłkarz klubu Rampla Juniors wziął udział w turnieju Copa América 1946, gdzie Urugwaj zajął czwarte miejsce. Cajiga zagrał w czterech meczach - z Brazylią (tylko w drugiej połowie - w przerwie meczu zastąpił Luisa Praisa), Boliwią, Argentyną i Paragwajem.
Nadal jako piłkarz klubu Rampla Juniors wziął udział w turnieju Copa América 1947, gdzie Urugwaj zajął trzecie miejsce. Cajiga zagrał w sześciu meczach - z Kolumbią, Chile, Paragwajem, Ekwadorem, Peru i Argentyną.
Cajiga zaliczany jest do grona najlepszych piłkarzy w dziejach klubu Rampla Juniors. Od 18 lipca 1945 roku do 9 kwietnia 1950 roku rozegrał w reprezentacji Urugwaju 17 meczów, w których nie zdobył żadnej bramki.